# Gabinete Itaboraí II
O Gabinete Itaboraí II foi o ministério formado pelo Partido Conservador em 16 de julho de 1868 e dissolvido em 29 de setembro de 1870. Foi chefiado por Joaquim José Rodrigues Torres, Visconde de Itaboraí, sendo o 19º gabinete do Império do Brasil após o estabelecimento do Decreto n.º 523 de 1847. Foi antecedido pelo Gabinete Zacarias III e sucedido pelo Gabinete Pimenta Bueno.

## Contexto
Segundo Sérgio Buarque de Holanda (2004):
[...] na verdade desejava a volta dos conservadores, para mais tranqüilidade, uma vez que os progressistas já haviam demonstrado a fraqueza de sua união, de todo rompida no último Ministério. Que viesse o Partido Conservador, no qual a Coroa tinha algumas das suas expressões preferidas. As autoridades que respeitava em finanças e em matéria militar eram conservadoras, como conservadoras eram as maiorias no Senado e no Conselho de Estado.

## Composição
O gabinete foi composto da seguinte forma:
- Presidente do Conselho de Ministros: Joaquim José Rodrigues Torres, Visconde de Itaboraí.
- Ministro dos Negócios do Império: Paulino José Soares de Sousa, Visconde de Uruguai.
- Ministro da Justiça: José Martiniano de Alencar; substituído em 10 de janeiro de 1870 por Joaquim Otávio Nébias, que foi substituído em 9 de junho, interinamente, por Manuel Vieira Tosta, Barão de Muritiba.
- Ministro dos Estrangeiros: José Maria da Silva Paranhos, Visconde do Rio Branco; tendo partido para o Rio da Prata como ministro plenipotenciário em missão especial, foi substituído, interinamente, de 10 de fevereiro de 1869 a 30 de agosto de 1870 pelo João Maurício Wanderley, Barão de Cotegipe.
- Ministro da Fazenda: Joaquim José Rodrigues Torres.
- Ministro da Marinha: João Maurício Wanderley.
- Ministro da Guerra: Manuel Vieira Tosta.
- Ministro da Agricultura, Comércio e Obras Públicas: Joaquim Antão Fernandes Leão; substituído em 10 de janeiro de 1870 por Diogo Velho Cavalcanti de Albuquerque.

## Programa de governo
Segundo o Presidente do Conselho de Ministros (1868):
A moderação, os princípios de rigorosa justiça, o respeito aos direitos de todos os cidadãos, a escrupulosa economia dos dinheiros públicos, serão o princípio fundamental da nossa política. Sei que não constituem estes princípios um programa que não deva ser comum a todo os ministérios, mas assevero que serão religiosamente respeitados enquanto eu tiver a honra de ser ministro da Coroa.
O gabinete apresentou o seguinte programa de governo:
- Buscar o melhor e mais honroso fim para a Guerra do Paraguai.
- Reformar a Guarda Nacional.
- Reformar o sistema eleitoral.

## Legislação aprovada
O gabinete aprovou a seguinte legislação:
- Decreto nº 4.244 de 15 de setembro de 1868: Autoriza o ministro da fazenda para contribuir, por via de subscrição pública, um empréstimo, que não exceda de 30.000:000$ (vid. exposição de motivos que precedeu o Decreto nº 4.232 de 5 de agosto de 1868, que autoriza o ministro da fazenda para emitir no exercício de 1868-1869 até a importância de 40.000:000$ de papel moeda).
- Decreto nº 4.259 de 10 de outubro de 1868: Manda observar as instruções que devem regular os exames de que trata o Art. 112 do regulamento anexo ao Decreto nº 1.331 A de 17 de fevereiro de 1854 (instrução pública).
- Decreto nº 4.280 de 28 de novembro de 1868: Promulga o tratado de amizade, limites, navegação, comércio e extradição, celebrado em 27 de março de 1867 entre o Brasil e a Bolívia.
- Decreto nº 4.307 de 26 de dezembro de 1868: Dá providências sobre o ancoradouro dos navios de guerra nacionais e estrangeiros e polícia do porto do Rio de Janeiro.
- Decreto nº 1.695 de 15 de setembro de 1869: Proíbe as vendas de escravos debaixo de pregão e em exposição pública.
- Decreto nº 1.696 de 15 de setembro de 1869: Permite ao réu absolvido em 1ª instância, sendo interposta a apelação, livrar-se solto por meio de fiança, até a decisão do recurso, quando a pena for menor de 14 anos de prisão simples, 12 de prisão com trabalho e 20 de degredo; e dá outras providências relativas ao processo criminal.
- Decreto nº 1.708 de 23 de setembro de 1869: Declara que são aplicáveis à Princesa Imperial as disposições do Art. 6° da Lei de 23 de novembro de 1841 (direito à assento no Conselho de Estado).
- Decreto nº 1.731 de 5 de outubro de 1869: Autoriza o governo a executar a resolução da Assembleia Geral que revoga o §24 do Art. 2° da Lei nº 1.083 de 22 de agosto de 1860 e restabelece a disposição do Art. 45 do Código Criminal.
- Decreto nº 4.339 de 20 de março de 1869: Dá regulamento para a arrecadação do imposto substitutivo da dízima de chancelaria.
- Decreto nº 4.343 de 22 de março de 1869: Manda executar a nova tarifa das alfândegas, etc.
- Decreto nº 4.346 de 23 de março de 1869: Dá regulamento para arrecadação do imposto sobre indústrias e profissões.
- Decreto nº 4.354 de 17 de abril de 1869: Manda executar o regulamento para arrecadação do imposto do selo.
- Decreto nº 4.364 de 15 de maio de 1869: Organiza a intendência da Marinha.
- Decreto nº 4.372 de 20 de maio de 1869: Aprova o regulamento para direção e administração da Estrada de Ferro D. Pedro II.
- Decreto nº 4.373 de 20 de maio de 1869: Fixa o pessoal técnico e administrativo da Estrada de Ferro D. Pedro II.
- Decreto nº 4.374 de 25 de maio de 1869: Autoriza a incorporação da Companhia Fluvial do Alto Amazonas.
- Decreto nº 4.394 de 19 de julho de 1869: Altera o Art. 61 do Decreto nº 738 de 25 de novembro de 1850 (registro de contratos e distratos de sociedades comerciais).
- Decreto nº 4430 de 30 de outubro de 1869: Manda observar as instruções sobre os exames de que trata o regulamento anexo ao Decreto nº 1.331 A de 17 de fevereiro de 1854 (instrução pública).
- Decreto nº 1.817 de 3 de setembro de 1870: Autoriza o governo a mandar fabricar moedas de troco de um metal composto de níquel e cobre.
- Ler nº 1.829 de 9 de setembro de 1870: Sanciona o decreto da Assembleia Geral, que manda proceder ao recenseamento da população do Império.
- Lei nº 1.832 de 9 de setembro de 1870: Autoriza o governo a despender até a quantia de 1.000:000$ com o abastecimento de água à capital do Império, e à desapropriar os terrenos e prédios indispensáveis à aquisição, conservação e distribuição dos mananciais.
- Lei nº 1.837 de 27 de setembro de 1870: Autoriza o governo a despender a quantia de 450:000$ para fazer cunhar e pôr em circulação cem mil quilogramas de moeda de níquel.
- Decreto nº 4.453 de 12 de janeiro de 1870: Dá regulamento para execução do Decreto nº 1.225 de 20 de agosto de 1864 e do Art. 44 da Lei nº 369 de 18 de setembro de 1865 sobre bens possuídos pelas corporações de mãos-mortas.
- Decreto nº 4.468 de 1 de fevereiro de 1870: Altera os regulamentos relativos ao Imperial Colégio de Pedro II.
- Decreto nº 4.473 de 10 de fevereiro de 1870: Promulga a convenção celebrada em 16 de maio de 1864 entre o Brasil e outras nações para o assentamento do cabo transatlântico submarino.
- Decreto nº 4.476 de 18 de fevereiro de 1870: Aprova o projeto de reformas dos estatutos do Montepio de Economia dos Servidores do Estado.
- Decreto nº 4.487 de 12 de março de 1870: Aprova o regulamento para o serviço da Companhia Rio de Janeiro City Improvements.
- Decreto nº 4.491 de 23 de março de 1870: Concede a Charles T. Bright e outros autorização para construírem e custearem linhas telegráficas submarinas entre o norte e sul do Império.
- Decreto nº 4.505 de 9 de abril de 1870: Dá regulamento para arrecadação do imposto do selo.
- Decreto nº 4.509 de 20 de abril de 1870: Concede ao coronel George E. Church privilégio exclusivo por 50 anos para a construção de uma estrada de ferro que, evitando as quedas ou cachoeiras dos rios Madeira e Mamoré, termine no ponto mais vantajoso nas proximidades desses rios e acima da cachoeira de Guajará-Mirim.
- Decreto nº 4.510 de 20 de abril de 1870: Altera algumas disposições do regulamento das alfândegas.
- Decreto nº 4.521 de 7 de maio de 1870: Promulga a convenção postal celebrada em 21 de janeiro de 1870 entre o Brasil e a Espanha.
- Decreto nº 4.542 A de 30 de junho de 1870: Reorganiza o serviço de fazenda nos navios da Armada.
- Decreto nº 4.553 de 29 de julho de 1870: Promulga a convenção postal celebrada em 14 de março de 1870 entre o Brasil e os Estados Unidos da América.
- Decreto nº 4.560 de 6 de agosto de 1870: Concede o uso de uma medalha ao Exército em operações na guerra contra o governo do Paraguai.
- Decreto nº 4.566 de 10 de agosto de 1870: Aprova com alterações os novos estatutos do Banco do Brasil.
- Decreto nº 4.571 de 12 de agosto de 1870: Promulga a convenção postal entre o Brasil e a Bélgica.
- Decreto nº 4.572 de 12 de agosto de 1870: Aprova o plano de organização dos corpos das armas de artilharia, cavalaria e infantaria.
- Decreto nº 4.573 de 20 de agosto de 1870: Faz extensivo à Armada o uso da medalha concedida ao Exército por Decreto nº 4.560 de 6 de agosto de 1870.
- Decreto nº 4.593 de 9 de setembro de 1870: Autoriza o contrato com o Dr. José Vieira Couto de Magalhães para a navegação no rio Araguaia.